# Евпраксия Българска
Евпраксия Българска или Персика е българска аристократка, княгиня. Името „Персика“ е носила според някои изследователи и нейната леля – сестрата на княз Борис I, която била християнка.
Дъщеря е на княз Борис I от брака му с княгиня Мария. Сестра е на българските владетели Симеон и Владимир Расате, и има и още двама други братя – Гавриил и Яков. Има и по-малка сестра Анна Българска.

## Памет
Тя е героиня на българския филм „Борис I“ от 1985 г, и ролята ѝ се изпълнява от актрисата Анета Петровска.